# André Audinet
 (septembre 2013).
Si vous disposez d'ouvrages ou d'articles de référence ou si vous connaissez des sites web de qualité traitant du thème abordé ici, merci de compléter l'article en donnant les références utiles à sa vérifiabilité et en les liant à la section « Notes et références ».
Pour les articles homonymes, voir Audinet.
André Audinet, né à Donzy dans la Nièvre le 13 mai 1898 et mort à Paris 18e à l'hôpital Bichat le 18 avril 1948, est un journaliste et un sportif français.
Il fut journaliste à Franc-Tireur.
En athlétisme, sur 1 500 mètres, il se classa second au championnat de France de 1920 et premier en 1921, champion de Paris en 1919, 1920 et 1921. Il fut finaliste du 1 500 mètres aux Jeux Olympiques d’Anvers en 1920, où il prit la sixième place en 4 min 06 s 4.

## Référence
1. ↑  Acte de décès (avec date et lieu de naissance) à Paris 18e, no 1353, vue 17/20.
2. ↑  « Palmarès des médailles Athlétisme - 1500m hommes aux Jeux Olympiques », sur L'Équipe (consulté le 2 février 2020)